# Thea Soti

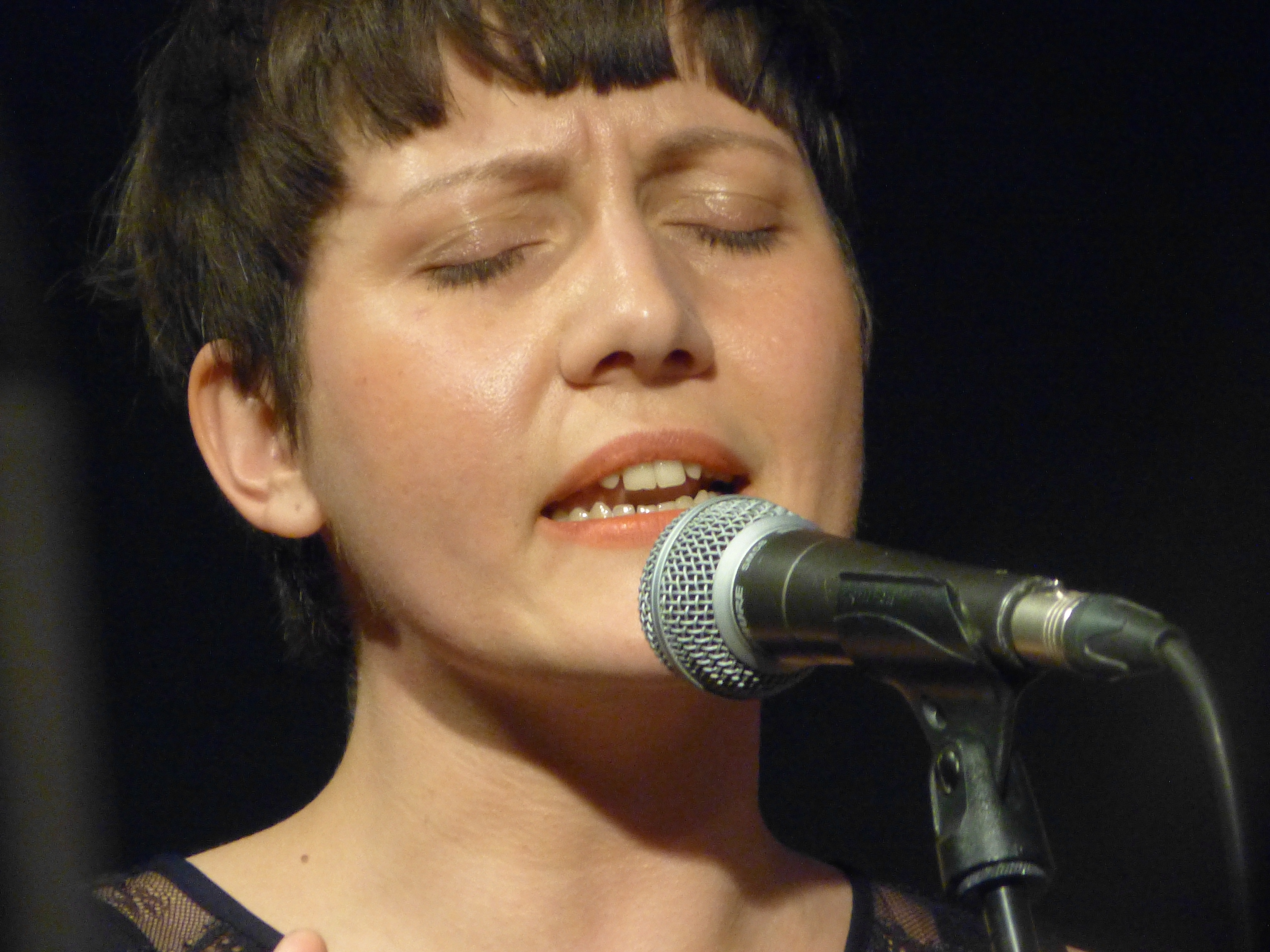
Thea Soti (2015)

Thea Soti (* 3. September 1989 in Subotica, Jugoslawien) ist eine ungarische Sängerin und Komponistin.

## Leben und Wirken
Soti, die zunächst in Serbien aufwuchs, erhielt ab dem Alter von sechs Jahren klassischen Musikunterricht. Als klassische Pianistin gewann sie mehrere internationale Wettbewerbe. Ab 2005 öffnete sie sich für andere Genres wie Jazzmusik, zunächst in Budapest, später in Berlin, wo sie Unterricht von Esther Kaiser und Lisa Bassenge erhielt. Sie wollte Regie führen und studierte daher zunächst Film- und Medienwissenschaften. Ab 2010 studierte sie Jazzgesang und Komposition an der Hochschule für Musik, Theater und Medien Hannover bei Romy Camerun und Julia Hülsmann sowie an der Universität Luzern bei Susanne Abbuehl. Dann schloss sich ein Masterstudium an der Hochschule für Musik und Tanz Köln an. Ein zentrales Anliegen ist ihr die Arbeit mit der menschlichen Stimme und die Kombination von freier Improvisation mit offener Komposition.
2010 gründete Soti das weltmusikalische Projekt Nanaya (mit Daniel Sebastian Scholz (Oud), Johannes Keller (Kontrabass) und Jonas Pirzer (Schlagzeug)), in dem sie zumeist auf Ungarisch singt. Sie ist in Mitteleuropa, aber auch in Südeuropa und Osteuropa mit dieser und weiteren Bands aufgetreten, etwa mit Manivolanti, dem Viktor Bürkland Trio und dem Thea Soti Quartet aufgetreten.
Soti ist Gründungsmitglied des Komponistinnen-Kollektivs Sung Sound, das mit verschiedenen Bigbands zusammengearbeitet hat. Sie hat für großformatige Ensemble, etwa das Modern Art Orchestra, Die Daniel Sebastian Scholz Big Band, das Subway Jazz Orchestra, Fette Hupe, Cherry Tree Orchestra und das Tonhallen Orchestra komponiert.
Weiterhin gehört sie zum Jazztrio R Y M M mit Salim Javaid (Saxophon) und Anthony Greminger (Schlagzeug). 2017 und 2018 mehrfach aufgeführt wurde ihr Werk Electrified Islands – Avantgarde Songs für 4 Stimmen und Orchester mit Taya Chernyshova, Mascha Corman, Rebekka Salomea, Thea Soti, Leonhard Huhn, Moritz Wesp, Elisabeth Coudoux, Sebastian Scobel, Stefan Schönegg, Anthony Greminger.

## Preise und Auszeichnungen
Soti gewann 2014 den zweiten Preis beim internationalen Kompositionswettbewerb JazzComp Graz.

## Diskographische Hinweise
mit Grundstein + het woudkoor

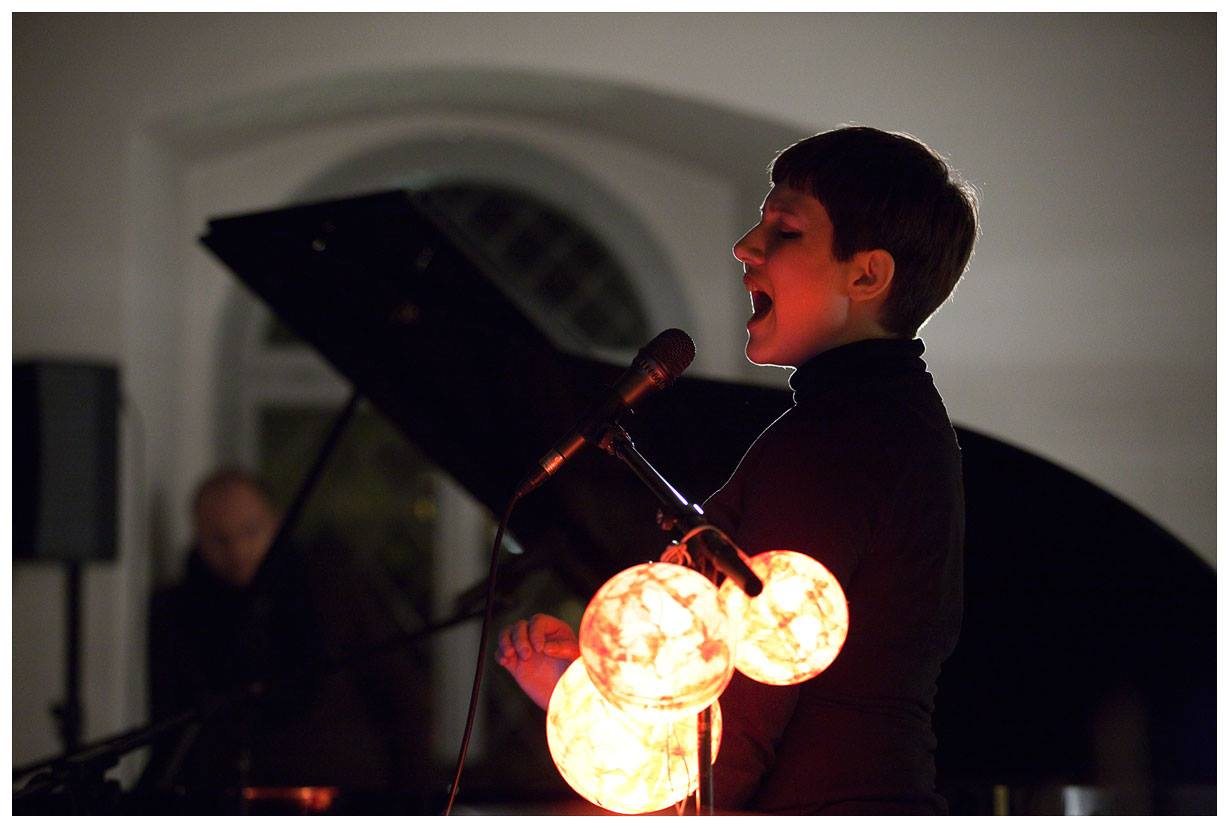
Thea Soti (2014)

- Pouancé (2016, mit Stijn Demuynck, Leonhard Huhn, Raphael Malfliet, Mascha Corman, Taisiya Chernishova, Maika Küster, Hanna Schörken, Lisa Müller)

mit NaNaya
- far.home.east (2016, quadratisch rekords)

mit Mascha Corman
- Monsters for Breakfast (2016, Creative Sources Recordings, mit Salim Javaid)
- Too Much to Carry (2020)

mit Die Daniel Sebastian Scholz Big Band
- DDSSBB (2015, quadratisch rekords)

mit Adam Gallina, Tivadar Nemesi, Paul Schwingenschlögl
- Hang Caravan (2012, Morgenland)